# Execute Me
Execute Me è il sesto singolo estratto dal terzo album della cantante danese Medina, intitolato Welcome to Medina. È stato pubblicato il 18 novembre 2011 dall'etichetta discografica EMI Music. Il singolo è stato prodotto dalla squadra di produttori Providers ed è stato scritto da Medina Valbak, Rasmus Stabell, Jeppe Federspiel e Lisa Greene.

## Tracce
Download digitale
1. Execute Me - 3:36
2. Execute Me (Get No Sleep Collective Remix) - 5:36
3. Execute Me (Sola Plexus Remix Edit) - 3:37
4. Execute Me (Sola Plexus Remix) - 5:06